# José Florio
José Florio (Lanús, 9 settembre 1924 – 2009) è stato un calciatore argentino, di ruolo attaccante.
Ha giocato nel campionato di massima serie argentino, italiano e brasiliano.